# Fidesz
Fidesz - Alianța Civică Maghiară este un partid politic parlamentar de centru-dreapta din Ungaria. La alegerile parlamentare din 2010, alianța Fidesz-KDNP a câștigat majoritatea în parlament, obținând 52% din voturi, Fidesz luând 227 de locuri și KDNP luând 36.

## Originea numelui
La 30 martie 1988 (în Ungaria erau încă la putere comuniștii și încă staționau trupe sovietice de ocupație), în sala mare a Clubului “Bibó” din Budapesta, Viktor Orbán și alți 36 de studenți “au înființat FIDESZ (FIatal DEmokraták SZövetsége – în traducere: Alianța tinerilor democrați). Condițiile admiterii în grupare erau: vârsta sub 35 de ani și neapartenența la o organizație comunistă. Momentul în care Viktor Orbán și FIDESZ au intrat în conștiința națională a fost 16 iunie 1989 (tot în timpul comunismului și a ocupației sovietice) cu ocazia funeraliilor naționale organizate în memoria lui Imre Nagy și a celor patru tovarăși ai săi, executați de sovietici pentru că au condus revolta anticomunistă din 1956; atunci, printre cei care au luat cuvântul a fost și Viktor Orbán, care a uluit audiența cerând și plecarea comuniștilor și retragerea armatei sovietice.

## Ideologie
Actualmente, Fidesz este considerat un partid conservator, și naționalist în problemele cu integrarea europeană. Ca și „dreapta” maghiară în general, a fost mult mai sceptic pe ideile neo-liberale pentru economia țării, decât „stânga” maghiară. Probleme ca biserica și statul, politicile familiilor și foști comuniști arată aliniere de-a lungul tradiționalului spectru stânga-dreapta.

## Liderii
|   | Imagine | Nume           | Preluarea mandatului | Încheierea mandatului | Durata la conducere | Note                        |
| - | ------- | -------------- | -------------------- | --------------------- | ------------------- | --------------------------- |
| 1 |         | Viktor Orbán   | 18 aprilie 1993      | 29 ianuarie 2000      | 6 ani, 286 zile     | Prim ministru, 1998–2002    |
| 2 |         | László Kövér   | 29 ianuarie 2000     | 6 mai 2001            | 1 an, 97 zile       |                             |
| 3 |         | Zoltán Pokorni | 6 mai 2001           | 3 iulie 2002          | 1 an, 58 zile       |                             |
| 4 |         | János Áder     | 3 iulie 2002         | 17 mai 2003           | 318 zile            |                             |
| 5 |         | Viktor Orbán   | 17 mai 2003          | În funcție            | 22 ani, 44 zile     | Prim ministru, 2010–prezent |

## Rezultate electorale

### Adunarea Națională
| Alegeri | Voturi    | Voturi | Voturi | Locuri    | Locuri | Poziție | Guvern                      | Lider        |
| Alegeri | #         | %      | ±      | #         | +/−    | Poziție | Guvern                      | Lider        |
| ------- | --------- | ------ | ------ | --------- | ------ | ------- | --------------------------- | ------------ |
| 1990    | 439,481   | 8.95%  | –      | 22 / 386  | ±0     | 5       | MDF–FKgP–KDNP               | Viktor Orbán |
| 1990    | 439,481   | 8.95%  | –      | 22 / 386  | ±0     | 5       | MDF–EKGP–KDNP               | Viktor Orbán |
| 1994    | 379,295   | 7.02%  | ▼1.93  | 20 / 386  | ▼ 2    | 6       | MSZP–SZDSZ Supermajoritate  | Viktor Orbán |
| 1998    | 1,263,522 | 28.18% | ▲21.16 | 148 / 386 | ▲ 128  | 1       | Fidesz-FKgP-MDF             | Viktor Orbán |
| 20021   | 2,306,763 | 41.07% | ▲13.89 | 164 / 386 | ▲ 16   | 2       | MSZP–SZDSZ                  | Viktor Orbán |
| 20062   | 2,272,979 | 42.03% | ▲0.96  | 141 / 386 | ▼ 23   | 2       | MSZP–SZDSZ                  | Viktor Orbán |
| 20062   | 2,272,979 | 42.03% | ▲0.96  | 141 / 386 | ▼ 23   | 2       | MSZP Minoritate             | Viktor Orbán |
| 20102   | 2,706,292 | 52.73% | ▲10.70 | 227 / 386 | ▲ 86   | 1       | Fidesz–KDNP Supermajoritate | Viktor Orbán |
| 20142   | 2,264,486 | 44.87% | ▼7.86  | 117 / 199 | ▼ 110  | 1       | Fidesz–KDNP Supermajoritate | Viktor Orbán |
| 20182   | 2,824,206 | 49.27% | ▼4.40  | 117 / 199 | ▬ 0    | 1       | Fidesz–KDNP Supermajoritate | Viktor Orbán |
| 2022    | 2,724,861 | 53.85% | ▲4.40  | 119 / 199 | ▲2     | 1       | Fidesz–KDNP Supermajoritate | Viktor Orbán |

### Parlamentul European
| An electoral | # din totalul de voturi | % din totalul de voturi | # din totalul de locuri câștigate | +/- | Note |
| ------------ | ----------------------- | ----------------------- | --------------------------------- | --- | ---- |
| 2004         | 1.457.750               | 47,4% (1)               | 12 / 24                           |     |      |
| 20091        | 1.632.309               | 56,36% (1)              | 13 / 22                           | ▲ 1 |      |
| 20141        | 1.193.991               | 51,48% (1)              | 11 / 21                           | ▼ 2 |      |
| 20191        | 1.824.220               | 52,56% (1)              | 12 / 21                           | ▲ 1 |      |
| 2024         | 2.048.211               | 44,82% (1)              | 11 / 21                           | ▼ 1 |      |

În 2002, a concurat la alegerile parlamentare împreună Forumul Democratic Maghiar (FDM). Înainte de alegerile din 2006, Forumul Democratic Maghiar s-a separat de coaliție, fiind după aceea înlocuit cu KDNP în alianță.
În ianuarie 2010, László Kövér, preșdintele Consiliului Național al partidului, a declarat reporterilor că partidul avea ca scop câștigare unei majorități de două treimi, la alegerile parlamentare din aprilie. El a menționat că Fidesz a avut o șansă reală de a câștiga o alunecare de teren. În ceea ce privește comportamentul Partidului Jobbik a spus că a fost "lamentabil negativă", adăugând că aceasta a fost înrădăcinată în "guvernul dezastru" al Partidului Socialist și fostul său aliat, Democrații Liberi.

## Structura organizatorică
Uniunea civilă maghiară este formată din asociații electorale (volasztókerületi szervezet), câte una pentru fiecare distric electoral, o asociație electorală formată din asociații locale (helyi szervezet), una pentru fiecare comunitate.
Organismul suprem — congresul (Kongresszus), între congrese — comitetul de stat (Országos Választmány), între consiliile de stat — congresul de stat (Országos Elnökség), organul de supraveghere este Comitetul pentru mandate, statut și conflicte (Mandátumvizsgáló, Ügyrendi- és Összeférhetetlenségi Bizottság), Comitetul pentru etică (Etikai Bizottság), Comitetul de audit (Számvizsgáló Bizottság).
Organizația de tineret - Fidelitas.